# Rhabdophis leonardi
Rhabdophis leonardi  — вид змій родини полозових (Colubridae). 

## Поширення
Вид поширений у  М'янмі, та на півдні Китаю (провінції Юньнань, Сичуань та Тибет).